# Liste der Baudenkmäler in Raitenbuch
Auf dieser Seite sind die Baudenkmäler in der mittelfränkischen Gemeinde Raitenbuch zusammengestellt. Diese Tabelle ist eine Teilliste der Liste der Baudenkmäler in Bayern. Grundlage ist die Bayerische Denkmalliste, die auf Basis des Bayerischen Denkmalschutzgesetzes vom 1. Oktober 1973 erstmals erstellt wurde und seither durch das Bayerische Landesamt für Denkmalpflege geführt wird. Die folgenden Angaben ersetzen nicht die rechtsverbindliche Auskunft der Denkmalschutzbehörde.
 Diese Liste gibt den Fortschreibungsstand vom 30. November 2014 und enthält 38 Baudenkmäler.

## Baudenkmäler nach Ortsteilen

### Raitenbuch
| Lage                                                                                            | Objekt                                                                                | Beschreibung | Akten-Nr.     | Bild           |
| ----------------------------------------------------------------------------------------------- | ------------------------------------------------------------------------------------- | --- | ------------- | -------------- |
| Brandelweg 2 (Standort)                                                                         | Scheune                                                                               | Satteldachbau, Fachwerk, 18./19. Jahrhundert | D-5-77-163-3  | BW             |
| Vor Eckerleinstraße 15 (Standort)                                                               | Feldkapelle                                                                           | 19. Jahrhundert | D-5-77-163-10 | BW             |
| An der Eckerleinstraße bei Kapelle (Standort)                                                   | Wegkreuz                                                                              | Gusseisen, um 1900 | D-5-77-163-39 | BW             |
| Am Eichstätter Weg (Standort)                                                                   | Bildstock                                                                             | Stein, zweite Hälfte 19. Jahrhundert | D-5-77-163-14 | BW             |
| Gersdorfer Straße, an der Abzweigung nach Gersdorf (Standort)                                   | Wegkreuz                                                                              | Bezeichnet „1855“ | D-5-77-163-16 | BW             |
| Vor Grüner Weg 4 (Standort)                                                                     | Bildstock                                                                             | Stein, spätgotisch, um 1530 | D-5-77-163-11 | BW             |
| Hauptstraße 8 (Standort)                                                                        | Ehemaliges Jagdschloss der Fürstbischöfe von Eichstätt, Weiherhausanlage, Wohngebäude | Zweigeschossiger unregelmäßiger Bau mit Satteldach und Halbwalm, mit hohem Speichergeschoß, Auf- und Umbau zweite Hälfte 15. Jahrhundert, durch Wappen bezeichnet „1769“, erhaltene Teile der Burggrabenbefestigung, zweite Hälfte 15. Jahrhundert, Schlossmauer mit Resten eines Torbaues, zweite Hälfte 15. Jahrhundert | D-5-77-163-1  | BW             |
| Hauptstraße 26 (Standort)                                                                       | Scheune                                                                               | Satteldachbau in Jura-Bauweise, Naturstein, mit Fachwerk-Kniestock, mit Legschieferdach, erste Hälfte 19. Jahrhundert | D-5-77-163-34 | BW             |
| Hauptstraße 41, im neuen Friedhof (Standort)                                                    | Steinkreuz                                                                            | Bezeichnet 1845 | D-5-77-163-35 | BW             |
| Holzgasse 2 (Standort)                                                                          | Wappen                                                                                | Reliefstein, bezeichnet „1579“ | D-5-77-163-36 | BW             |
| Holzgasse 17 (Standort)                                                                         | Bauernhaus in Jura-Bauweise                                                           | Zweigeschossig, traufseitig, um Mitte 19. Jahrhundert | D-5-77-163-5  | BW             |
| Holzgasse 19 (Standort)                                                                         | Bauernhaus                                                                            | Zweigeschossiger Satteldachbau in Ecklage, in Jura-Bauweise, 19. Jahrhundert, mit kleiner, außen angebauter Hauskapelle, 18. Jahrhundert, mit Ausstattung der Kapelle, Scheune, Satteldachbau in Jura-Bauweise, Naturstein, mit Fachwerkkniestock, teilweise verputzt, bezeichnet „1926“                                  | D-5-77-163-6  | BW             |
| Neben Kellerweg 10 (Standort)                                                                   | Wegkreuz                                                                              | 19. Jahrhundert | D-5-77-163-15 | BW             |
| Kirchengasse 10 (Standort)                                                                      | Bauernhaus                                                                            | Zweigeschossiges giebelständiges Gebäude mit Flachsatteldach in Jura-Bauweise, zweite Hälfte 19. Jahrhundert | D-5-77-163-7  | BW             |
| Nennslinger Straße 3 (Standort)                                                                 | Katholische Pfarrkirche Sankt Blasius                                                 | Saalkirche, Turm mittelalterlich mit barockem Obergeschoss, aufwendiger neugotischer Langhausbau, von Friedrich Niedermayer, Regensburg, 1889–97, Turm mit Spitzhelm, mit Ausstattung, Kirchhof mit Mauer und Grabsteinen, 16.–19. Jahrhundert                                                                            | D-5-77-163-8  | weitere Bilder |
| Nennslinger Straße 4 (Standort)                                                                 | Eingelassene Gusseisenplatte                                                          | 19. Jahrhundert | D-5-77-163-9  | BW             |
| Nennslinger Straße 6, am Pfarrhaus (Standort)                                                   | Wappenstein                                                                           | Bezeichnet „1622“, im Garten drei Grabsteine, ab 18. Jahrhundert | D-5-77-163-38 | BW             |
| Nähe Teufelsmauer, ca. 500 m südöstlich des Ortsrandes in Verlängerung der Holzgasse (Standort) | Kreuzigungsgruppe                                                                     | Christus und die beiden Schächer, 18./19. Jahrhundert, erneuert | D-5-77-163-17 | BW             |
| Teufelsmauer Limes, auf dem Limes (Standort)                                                    | Bildstock                                                                             | Stein mit eisernem Kruzifix, 19. Jahrhundert | D-5-77-163-12 | BW             |
| Tittinger Weg, an der Straße nach Burgsalach, ca. 350 m nordwestlich des Ortsrandes (Standort)  | Bildstock                                                                             | Stein, bezeichnet „1651“ | D-5-77-163-13 | BW             |

### Bechthal
| Lage                     | Objekt                                    | Beschreibung | Akten-Nr.     | Bild           |
| ------------------------ | ----------------------------------------- | --- | ------------- | -------------- |
| Altes Schloss (Standort) | Burgruine Bechthal                        | Burg des 12./13. Jahrhundert, Bergfried, weiterer schmaler Turmrest sowie Mauerreste auf der Südseite erhalten | D-5-77-163-19 | weitere Bilder |
| Anlauterweg 1 (Standort) | Wegkreuz                                  | Bildstock, Kalksteinkreuz mit figürlichen Darstellungen, Sockel mit Gebetsinschrift, frühes 20. Jahrhundert | D-5-77-163-43 | Wegkreuz       |
| Burgstraße 11 (Standort) | Katholische Filialkirche Sankt Margaretha | Chorturmkirche, Langhaus mit Satteldach, massiver Rechteckturm mit Pyramidendach, zweite Hälfte 12. Jahrhundert, Dach des Langhauses dendrochronologisch datiert 1486/87, Umbau des Langhauses und Neugestaltung des Turmobergeschosses vermutlich von Jakob Engel, Ende 17. Jahrhundert, mit Ausstattung, Kirchhofmauer, wesentliche Teile wohl noch mittelalterlich | D-5-77-163-18 | weitere Bilder |

### Reuth am Wald
| Lage                                                                  | Objekt                             | Beschreibung | Akten-Nr.     | Bild           |
| --------------------------------------------------------------------- | ---------------------------------- | --- | ------------- | -------------- |
| Bechthaler Straße 4 (Standort)                                        | Bauernhaus                         | Kleiner eingeschossiger Satteldachbau in Jura-Bauweise, mit Kniestock, mit Legschieferdach, 18./19. Jahrhundert, Scheune, Satteldachbau in Jurabauweise, Fachwerkkniestock, wohl 19. Jahrhundert                                                      | D-5-77-163-22 | BW             |
| Bechthaler Straße 9 (Standort)                                        | Eingelassene Gusseisenplatte       | Wappenrelief, bezeichnet „1837“ | D-5-77-163-23 | BW             |
| Gütlerfeld, an der Straße nach Raitenbuch (Standort)                  | Großes steinernes Wegkreuz         | Ca. 4 m, 1854, zwei steinerne Bildstöcke, Ende 19. Jahrhundert | D-5-77-163-27 | BW             |
| Klausnerweg 5, Klausnerweg 7 (Standort)                               | Scheune                            | Satteldachbau in Jura-Bauweise, Fachwerk, teilweise Bruchstein, mit Legschieferdach, dendrochronologisch datiert „1714/15“ | D-5-77-163-40 | BW             |
| Kreuzfeld, an der Straße nach Sankt Egidi (Standort)                  | Wegkreuz                           | 1869 | D-5-77-163-28 | BW             |
| Nähe Staatsstraße 2228, an der Straße nach Kaldorf (Standort)         | Wegkreuz                           | 1919 | D-5-77-163-29 | BW             |
| Ortsstraße 2 (Standort)                                               | Zwei eingelassene Gusseisenplatten | Bezeichnet „1848“ und „1865“ | D-5-77-163-24 | BW             |
| Ortsstraße 9 (Standort)                                               | Katholische Kirche Sankt Pantaleon | Chorturmkirche, Chorturmuntergeschoss mittelalterlich, Obergeschoss mit Zeltdach und Langhaus 17./18. Jahrhundert, mit Ausstattung, Kirchhofmauer, teilweise Bruchstein, wohl 17./18. Jahrhundert                                                     | D-5-77-163-25 | weitere Bilder |
| Ortsstraße 18 (Standort)                                              | Wohnstallhaus                      | Großes zweigeschossiges Gebäude mit Flachsatteldach in Jura-Bauweise, durch Türstock datiert 1836, mit angebautem Backhaus, wohl 19. Jahrhundert, Scheune, Satteldachbau in Jura-Bauweise, Bruchstein, Giebel und Kniestock Fachwerk, 19. Jahrhundert | D-5-77-163-26 | BW             |
| Trollerfeld, unter zwei Bäumen an der Straße nach Bechthal (Standort) | Feldkreuz                          | Bezeichnet „1951“ | D-5-77-163-42 | BW             |

### Sankt Egidi
| Lage                                               | Objekt                                 | Beschreibung                                                                                             | Akten-Nr.     | Bild           |
| -------------------------------------------------- | -------------------------------------- | --- | ------------- | -------------- |
| Bühl, im Wald an Forststraße Nähe Limes (Standort) | Steinkreuz                             | Bezeichnet „1868“                                                                                        | D-5-77-163-44 | BW             |
| In Sankt Egidi (Standort)                          | Wegkapelle                             | Bezeichnet „1686“, mit Ausstattung                                                                       | D-5-77-163-32 | BW             |
| Sankt Egidi 5 (Standort)                           | Katholische Filialkirche Sankt Ägidius | Halbrund geschlossener Saalbau, turmlos, mit kleinem Dachreiter, Anfang 18. Jahrhundert, mit Ausstattung | D-5-77-163-31 | weitere Bilder |

## Ehemalige Baudenkmäler
In diesem Abschnitt sind Objekte aufgeführt, die früher einmal in der Denkmalliste eingetragen waren, jetzt aber nicht mehr. Objekte, die in anderem Zusammenhang also z. B. als Teil eines Baudenkmals weiter eingetragen sind, sollen hier nicht aufgeführt werden. Aktennummern in diesem Abschnitt sind ehemalige, jetzt nicht mehr gültige Aktennummern.

| Lage                                  | Objekt                                                  | Beschreibung                                  | Akten-Nr.     | Bild |
| ------------------------------------- | ------------------------------------------------------- | --------------------------------------------- | ------------- | ---- |
| Raitenbuch Kellerweg 15 (Standort)    | Fachwerkscheune mit Kniestock                           | Legschieferdach, 18./19. Jahrhundert          | D-5-77-163-37 | BW   |
| Reuth am Wald Ortsstraße 7 (Standort) | Stattliche Scheune mit Fachwerk und Bruchsteinmauerwerk | Legschieferdach, erste Hälfte 19. Jahrhundert | D-5-77-163-41 | BW   |